# Давид Б.
Давид Б. (фр. David B., настоящее имя Пьер-Франсуа Бошар (фр. Pierre-François Beauchard), род. 1959) — французский художник и сценарист графических романов. Один из представителей так называемого «нового французского романа», отличительной чертой которого является обновлённый визуальный язык. Является одним из основателей издательства L'Association.
В 2011 году на русском языке вышел самый известный графический роман Давида Б. — «Священная болезнь». Это автобиографическая история, в которой центральное место отведено брату автора. Он болен эпилепсией, и вся семья включается в борьбу с болезнью.

## Награды
- 2000: Angoulême Festival, Приз за лучший сценарий за L’ascension du Haut Mal Том 4
- 2005: Ignatz Award, приз «Выдающийся художник» за Epileptic